# 1401
Rok 1401 (MCDI) byl nepřestupný rok, který podle juliánského kalendáře započal sobotou. 
Podle židovského kalendáře došlo k přelomu let 5161 a 5162. Podle islámského kalendáře započal dne 20. srpna rok 804. 

## Události
- 6. ledna – Ruprecht III. Falcký je korunován římským císařem v Kolíně nad Rýnem
- 2. března – Lollard William Sawtrey se stává první osobou, která je upálena na kůlu v Londýně
- 13. března – Samogitané, podporováni litevským velkoknížetem Vytautasem, se vzbouří proti německým rytířům a podpalují dva kostely. Vytautasovi je udělena zvýšená autonomie Vladislavem II. Jagellem, králem Polsko-litevské unie.
- 17. března – Turko-Mongoloský císař Tamerlán dobývá Damašek.
- Červen:
  - Anglické Koloví v Irsku se zmenšuje na Dublin, hrabství Kildare, hrabství Louth a hrabství Meath.
  - Tamerlán napadá město Bagdád v Džalájirovském sultanátu
- 14. října – Dillíský sultán Mahmut II. se znovu dostává k moci.

### Neznámé datum
- Dilawar Chán zakládá sultanát Malwa (dnešní sever Indie)
- Vietnamský císař Hồ Quý Ly předává trůn svému synovi Hồ Hán Thương.
- Občanská válka trvající 4 roky roztříšťuje říši Madžapahit (dnešní Indonésie)
- Dynastie Čoson vládnoucí na území dnešní Koreji navazuje přátelství a mír s čínskou dynastií Ming.
- Japonsko obnovuje přátelské vztahy s Čínou

### Probíhající události
- 1399–1402 – Kampaň ťing-nan

## Narození

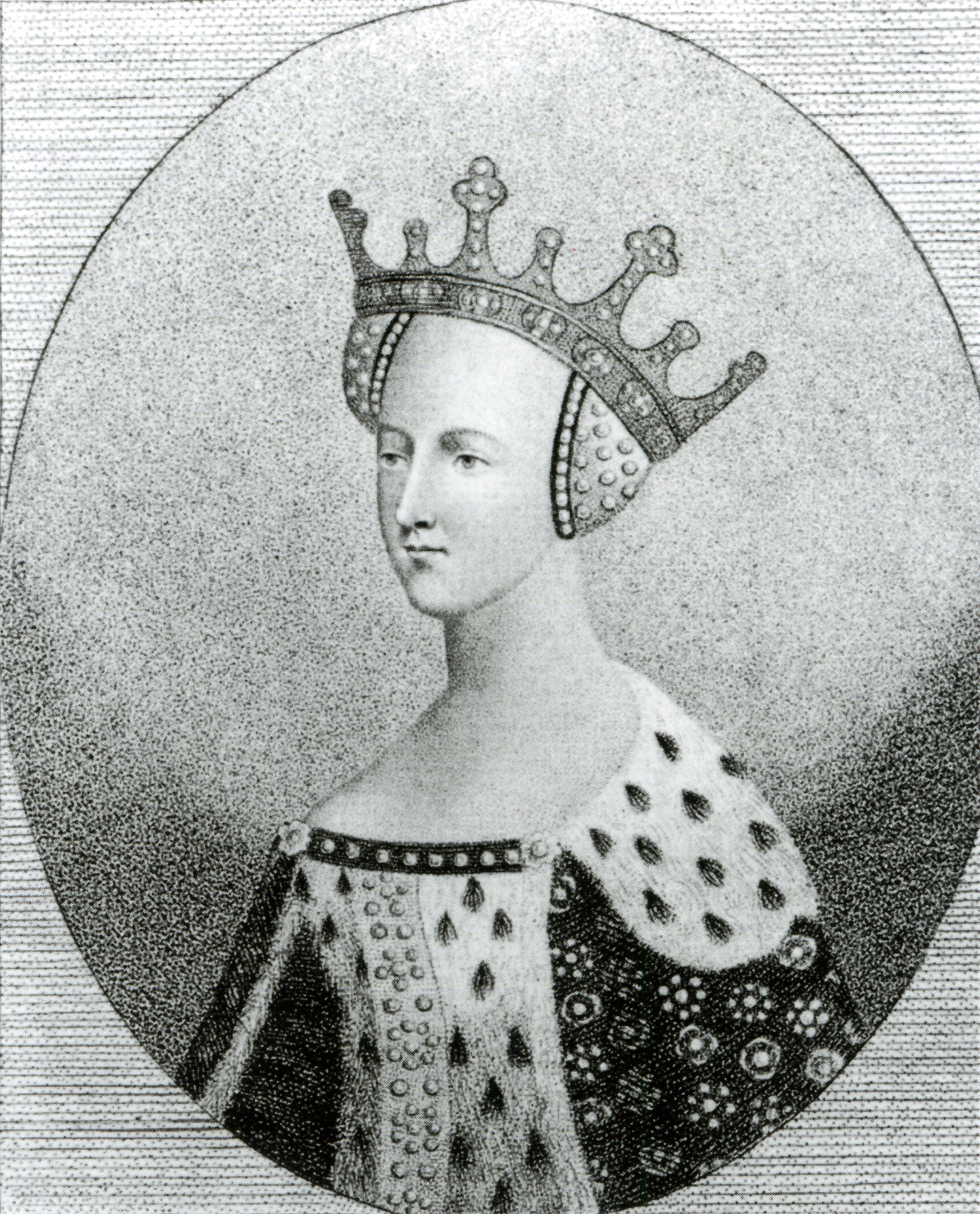
Kateřina z Valois (* 27. října)

- 27. března – Albrecht III. Bavorský, bavorsko-mnichovský vévoda († 29. února 1460)
- 23. července – Francesco I. Sforza, milánský vévoda († 1466)
- 27. října – Kateřina z Valois, anglická královna jako manželka Jindřicha V. († 1437)
- 21. prosince – Masaccio, italský malíř († 1428)
- neznámé datum
  - Mikuláš Kusánský, německý kardinál, diplomat, filosof, teolog a všestranný učenec († 1464)
  - Karel I. Bourbonský, vévoda z Bourbonu a Auvergne († 1456)
  - Marie Kastilská, aragonská a neapolská královna z dynastie Trastámara († 1458)

## Úmrtí

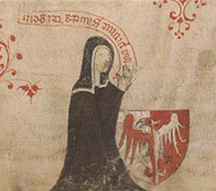
Kunhuta z Kolovrat († 24. prosince)

#### Česko
- 24. prosince – Kunhuta z Kolovrat, šlechtična z rodu Kolowratů, řeholnice řádu benediktinek (* před 1350)

#### Svět
- 25. května – Marie Sicilská, sicilská královna jako manželka Martina I. (* 1362/1363)
- 20. října – Klaus Störtebeker, nejslavnější pirát Baltského a Severního moře (* kolem 1360)
- neznámé datum
  - prosinec – Pileus de Prata, italský biskup, arcibiskup ravennský (* mezi 1320–1330)
  - Anabella Drummondová, skotská královna jako manželka Roberta III. (* asi 1350)
  - Vladislav II. Opolský, opolský kníže a diplomat (* ?)

## Hlavy státu
- České království – Václav IV.
- Moravské markrabství – Jošt Moravský
- Svatá říše římská – Ruprecht III. Falcký
- Papež – Bonifác IX.
- Anglické království – Jindřich IV.
- Francouzské království – Karel VI. Šílený
- Polské království – Vladislav II. Jagello
- Uherské království – Zikmund Lucemburský
- Litevské knížectví – Vladislav II. Jagello
- Byzantská říše – Manuel II. Palaiologos a Jan VII. Palaiologos (spoluvladař)